# Piața Durbar din Kathmandu
Piața Durbar (în nepaleză वसन्तपुर दरवार क्षेत्र) din Kathmandu este piața din fața vechiului Palat Regal, fosta reședință a familiei monarhice. A fost una din cele trei piețe regale din  Valea Kathmandu în Nepal, care sunt astăzi protejate de UNESCO.
Piata Durbar a fost înconjurată de mai mult de 50 de pagode, temple și palate, dintre care cele mai multe au fost făcute din lemn, care conform unor rapoarte, în timpul cutremurului din Nepal, la 25 aprilie 2015 au fost distruse . 

Piața Durbar din Kathmandu
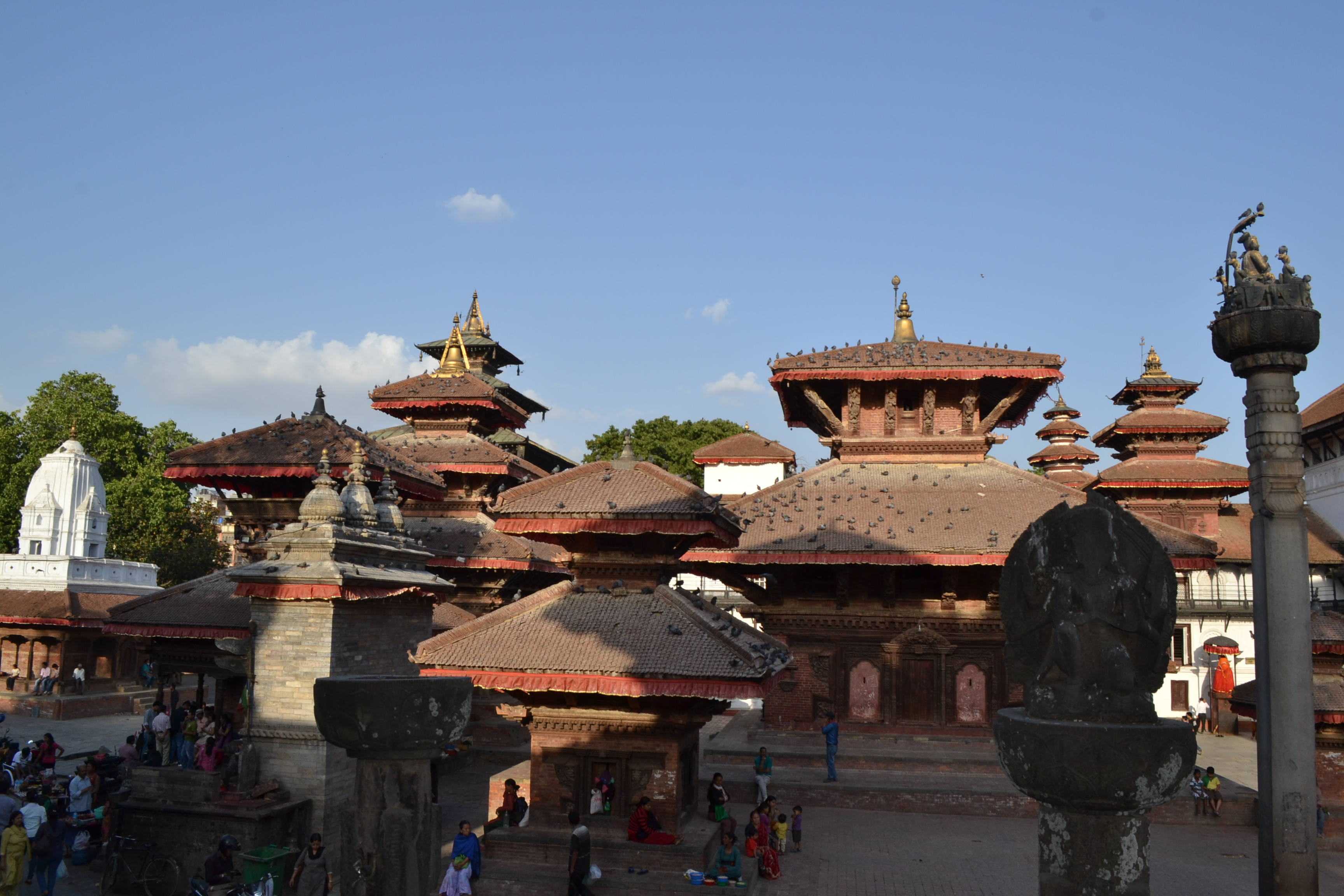
Piața Durbar
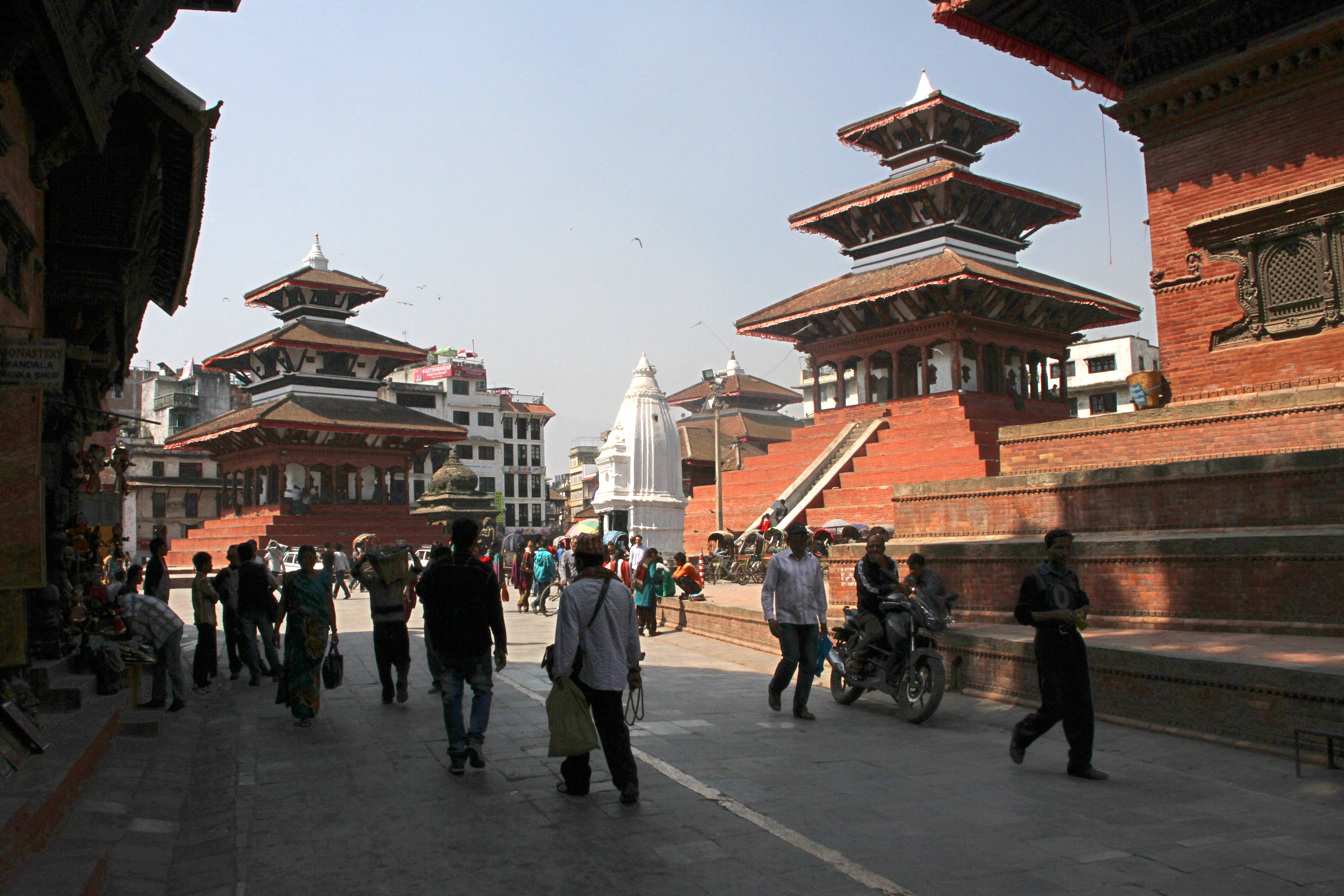
Trailokya-Maju Dega
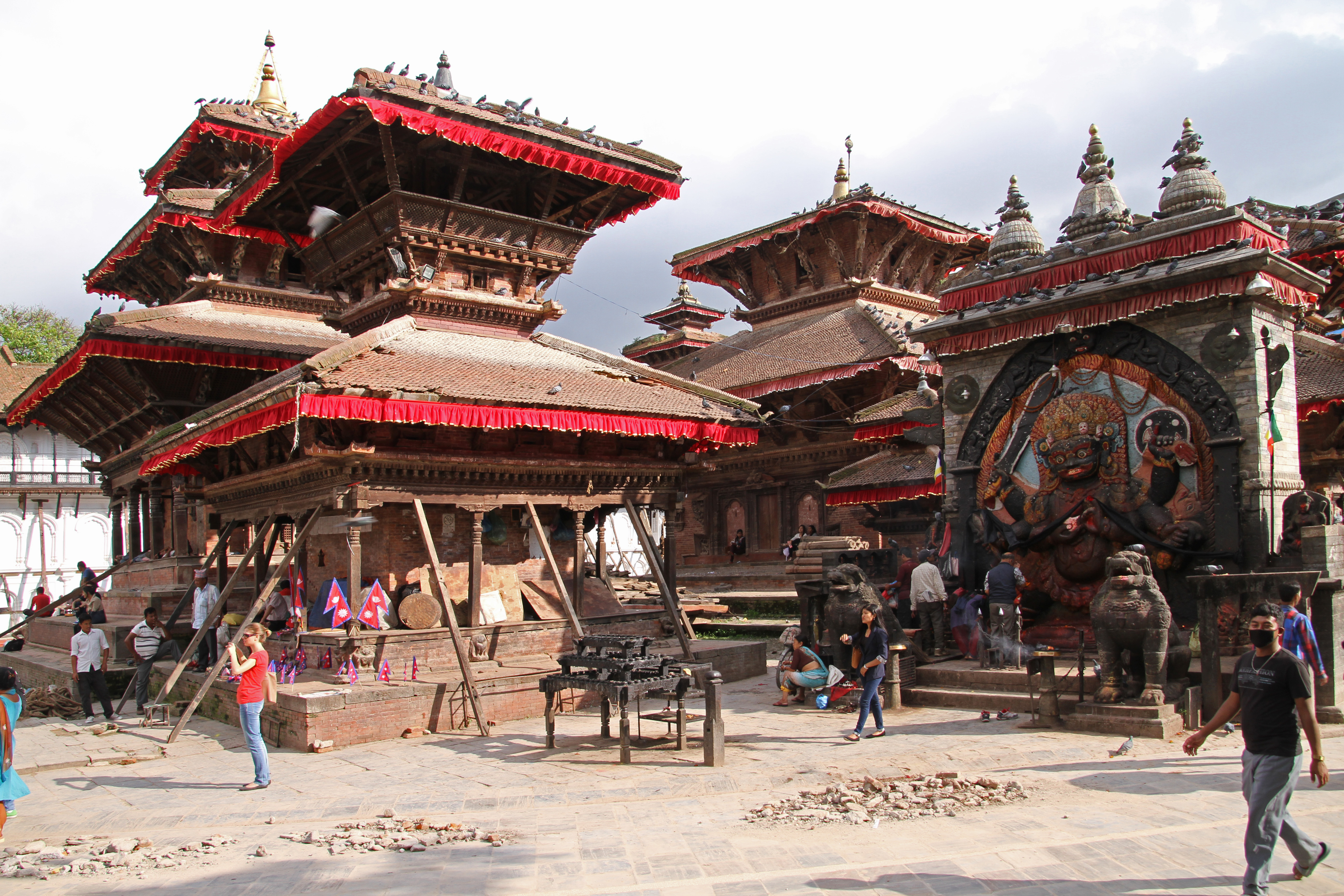
Vishnu-Indrapur-Jagannath-Kala Bhairav
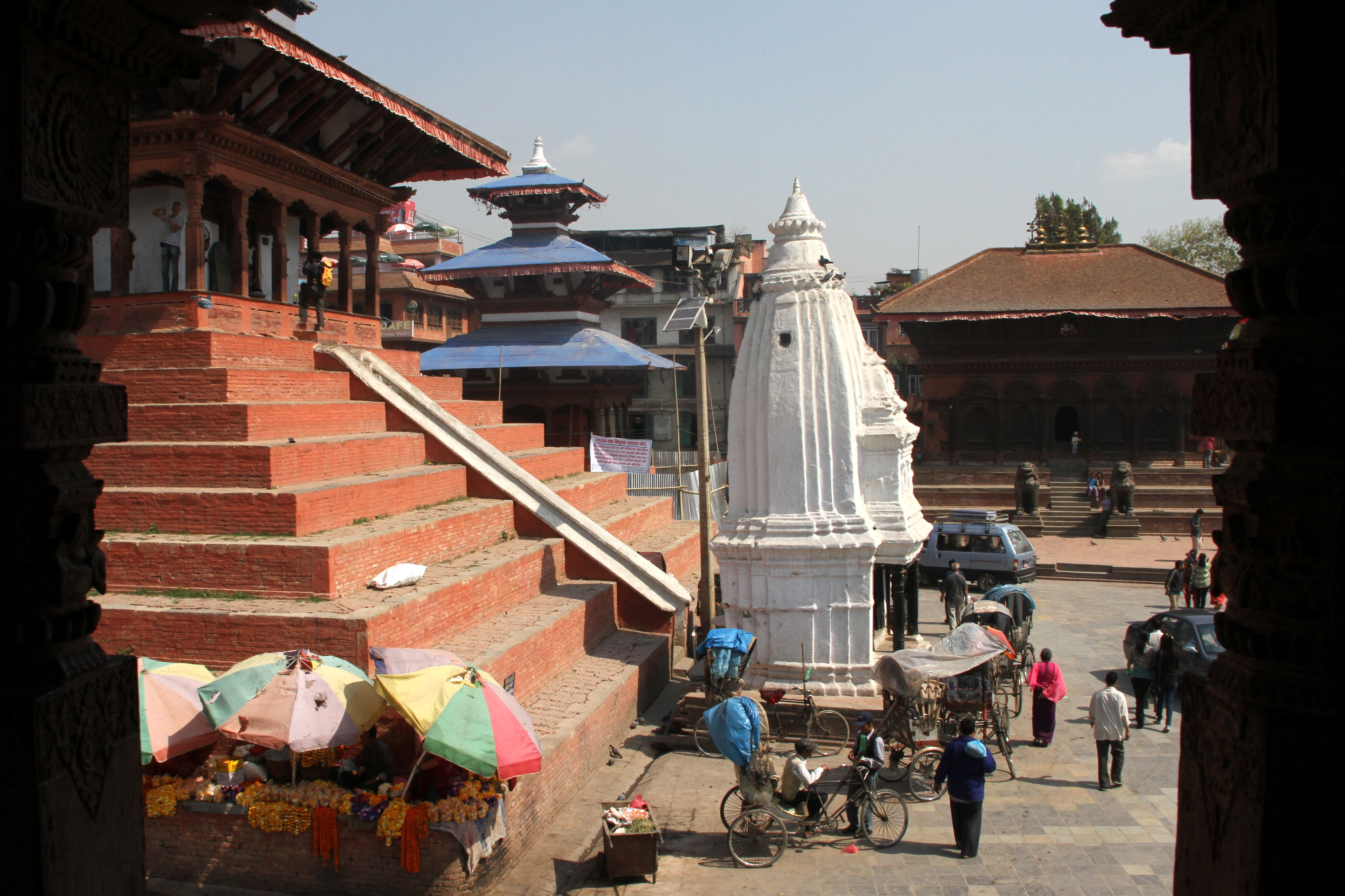
Maju Dega-Kamadev
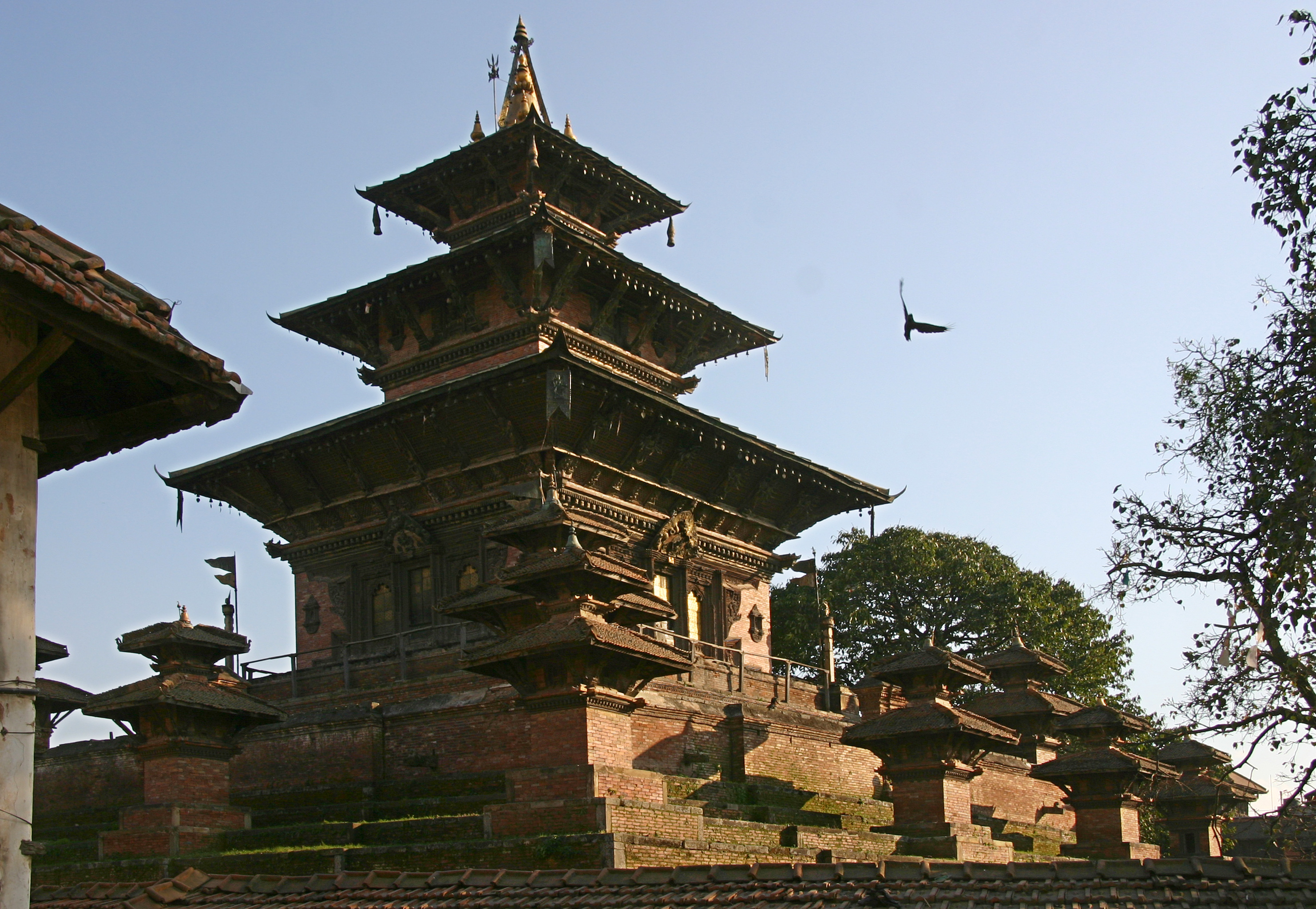
Taleju
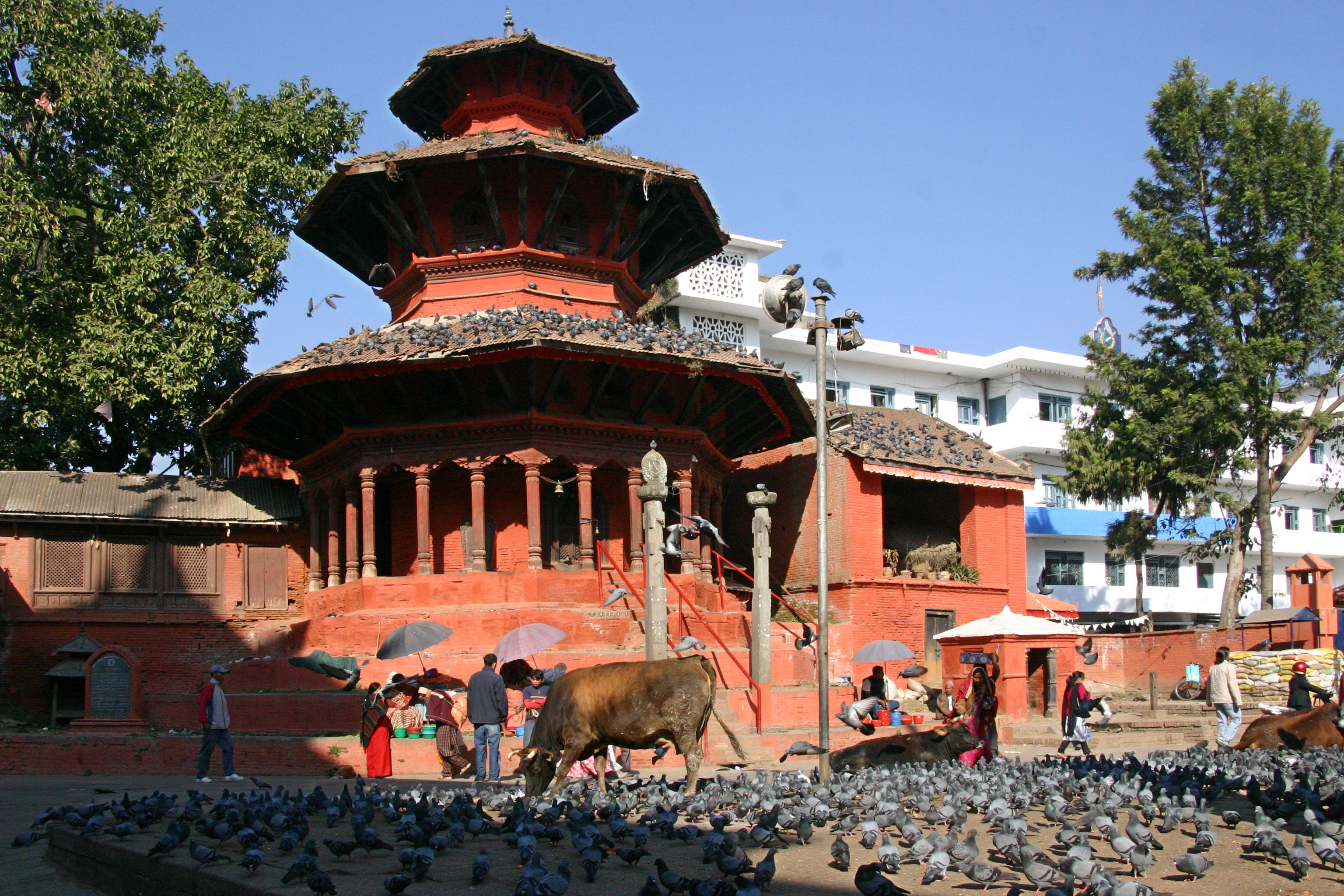
Chyasin Dega
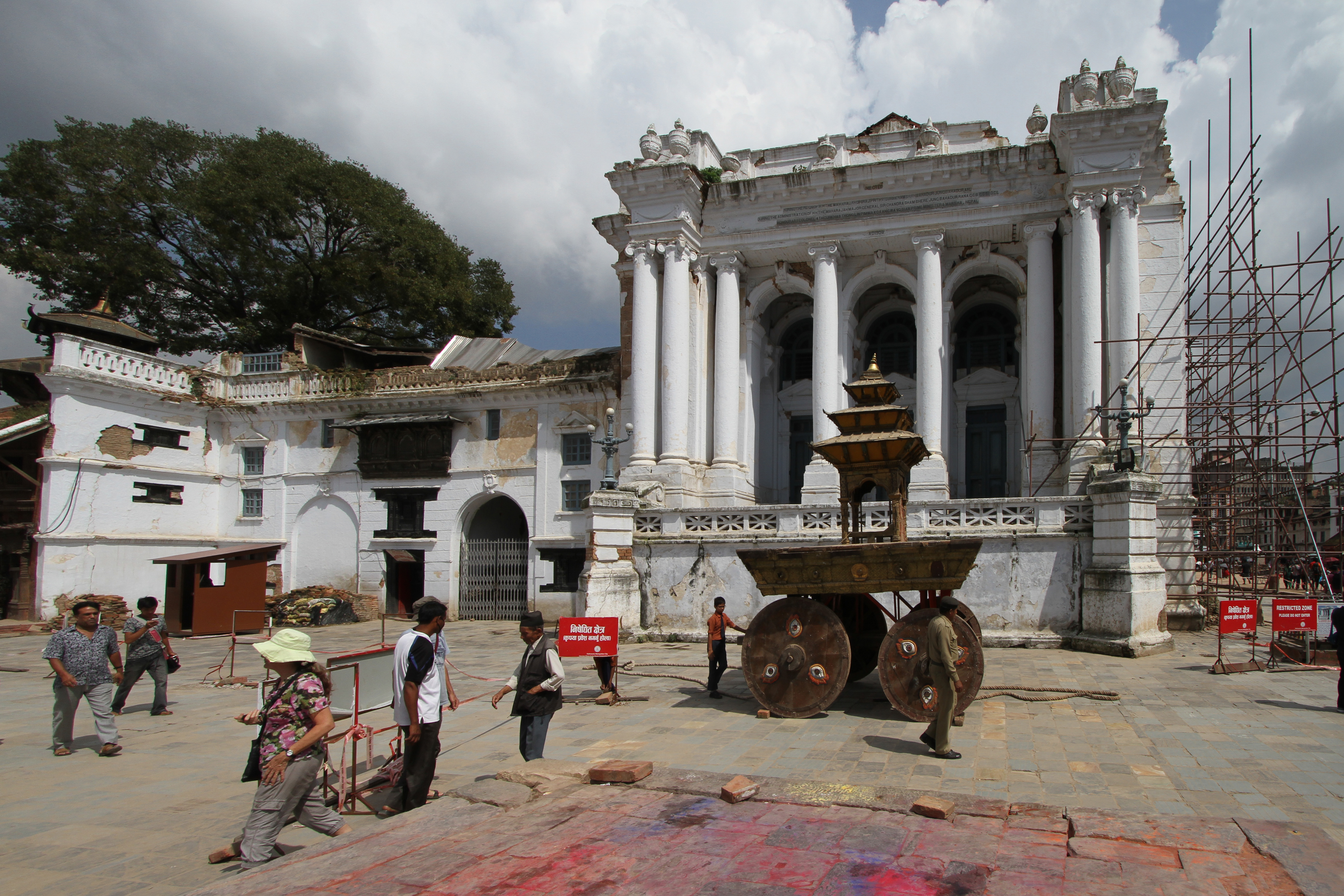
Gaddi Baithak
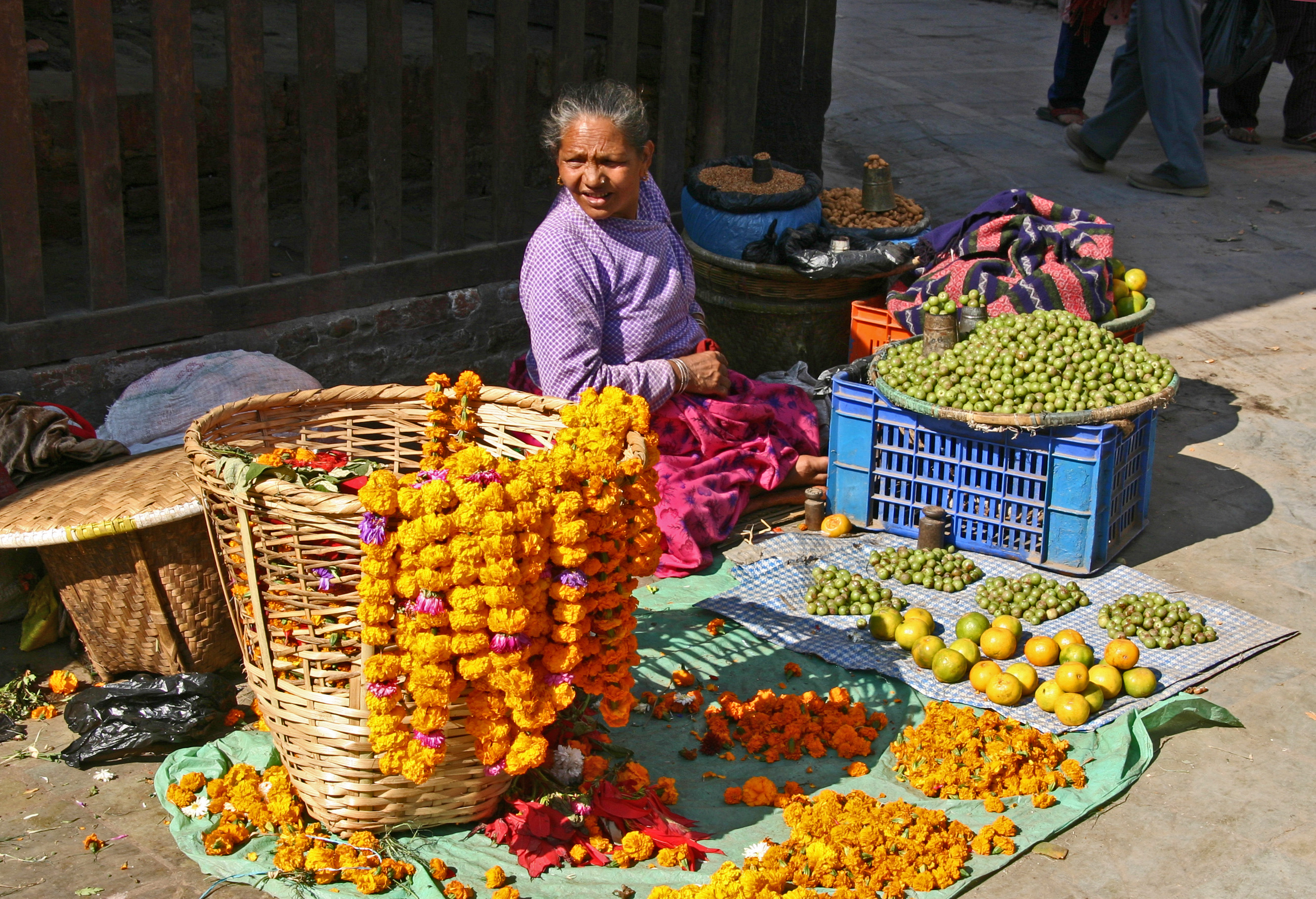